# 南代梅爾吉山

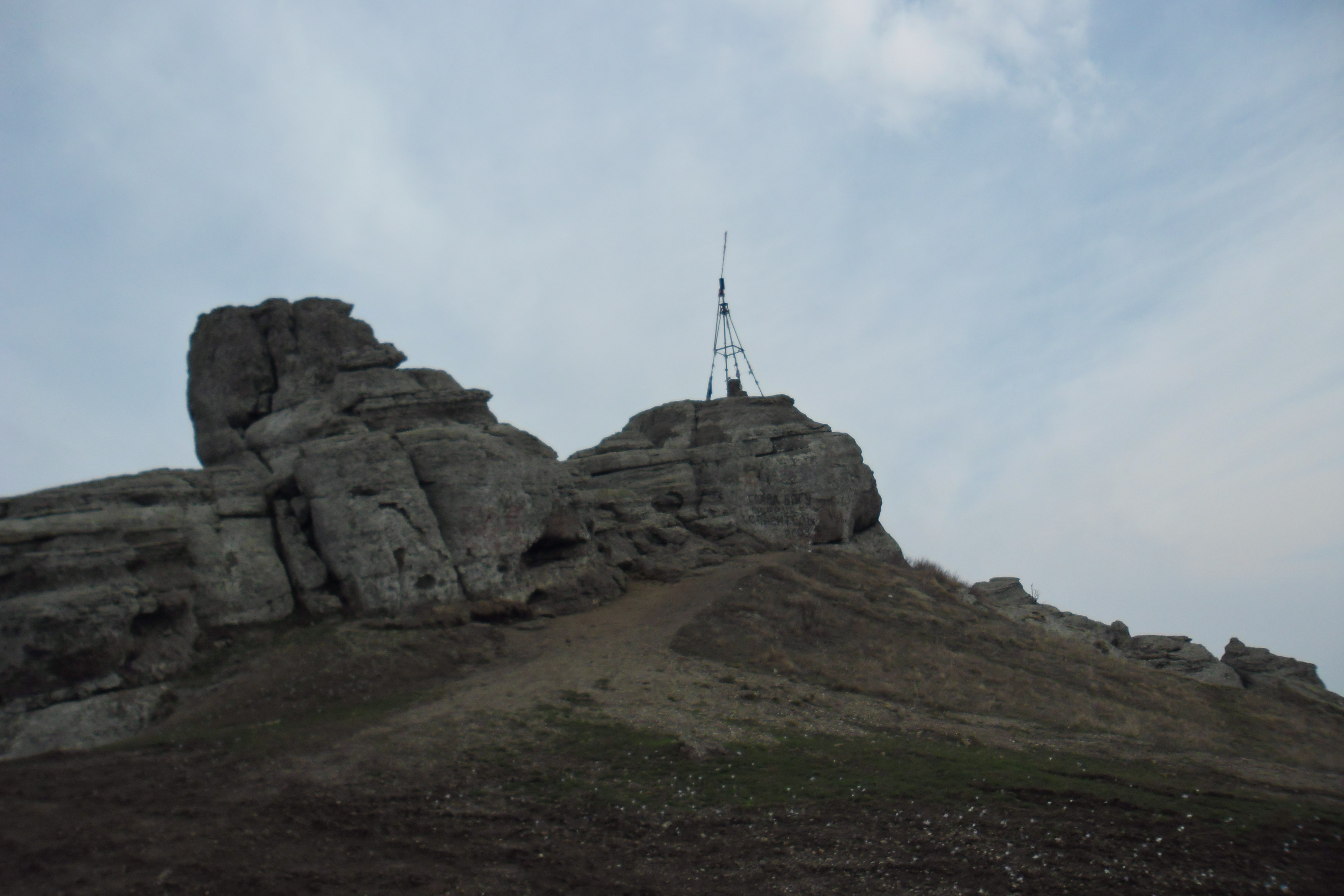
南代梅尔吉山

44°45′7″N 34°24′50″E / 44.75194°N 34.41389°E
南代梅尔吉山（烏克蘭語：Південна Демерджі）是烏克蘭的山峰，位於克里米亞共和國，屬於克里米亞山脈中代梅爾吉-亞伊拉山的一部分，海拔高度1,239米。